# Hrastovi Slavonije ravne
Hrastovi Slavonije ravne kompilacijski je album tamburaškog sastava Berde Band, koji u vlastitom izdanju za potrebe turneje objavljuju 1998. godine.
Na albumu se nalazi 19 skladbi.

## Popis pjesama
| Br. | Skladba                                          | Autor                                            | Trajanje |
| --- | ------------------------------------------------ | ------------------------------------------------ | -------- |
| 1.  | »Oj, hrastovi Slavonije ravne«                   | Željko Krezo/Ivan Đuričić                        | 2:31     |
| 2.  | »Poletit' će Sokol moj«                          | Željko Krezo/Ljiljana Tonkić                     | 3:23     |
| 3.  | »Iločka«                                         | Željko Krezo/Šima Jovanovac                      | 2:52     |
| 4.  | »Dušo moja, djevojko«                            | Željko Krezo/Ljiljana Tonkić                     | 3:45     |
| 5.  | »Ti se ne daj da te gaze«                        | Željko Krezo/Ljiljana Tonkić                     | 3:49     |
| 6.  | »Mara«                                           | Željko Krezo/Ivan Đuričić                        | 3:01     |
| 7.  | »Gazda«                                          | Željko Krezo/Zvonimir Stjepanović/Mara Tomašević | 4:05     |
| 8.  | »Ajte, lole slavonske«                           | Željko Krezo/Ivan Đuričić                        | 2:15     |
| 9.  | »Milov'o sam garave i plave«                     | Ivo Tijardović/Ivan Kozarac                      | 4:01     |
| 10. | »Tandora« (tradicionalna/instrumentalna)         |                                                  | 1:05     |
| 11. | »Oj, curice, šil dil daj« (tradicionalna)        |                                                  | 2:32     |
| 12. | »Ah, kad tebe ljubit' ne smijem« (tradicionalna) |                                                  | 4:05     |
| 13. | »Kiša pada, rosna trava« (tradicionalna)         |                                                  | 2:07     |
| 14. | »Za tobom moje srce žudi« (tradicionalna)        |                                                  | 4:12     |
| 15. | »Oj, Mostaru, moj beharu«                        | Jozo Penava                                      | 2:49     |
| 16. | »Bez nje ću ostariti«                            | Đorđe Novković/Zlatko Sabolek                    | 3:01     |
| 17. | »Zbogom pjesmo«                                  | Đorđe Novković/Marijan Samardžić/Zoran Bašić     | 3:07     |
| 18. | »Kad sam bio oženjen«                            | Đorđe Novković/Zlatko Sabolek                    | 3:06     |
| 19. | »Zadnju će nam pjesmu pjevati«                   | Đorđe Novković/Marijan Samardžić                 | 3:18     |

## Izvođači
- Antun Tonkić - tamburaško čelo
- Mario Katarinčić - čelović (e-basprim)
- Mladen Jurković - bugarija (kontra)
- Mato Danković - bisernica (prim)
- Mladen Boček - drugi brač (basprim)
- Damir Butković - vokal, bas (berda)
- Željko Danković - vokal, 1.brač (basprim)

## Vanjske poveznice
- Službene stranice sastava  Arhivirana inačica izvorne stranice od 12. listopada 2010. (Wayback Machine) - Hrastovi Slavonije ravne